# Hans Erik Ramberg
Hans Erik Ramberg (Fredrikstad, 8 agosto 1976) è un ex calciatore norvegese, di ruolo centrocampista.

## Carriera

### Club
Ramberg iniziò la carriera professionistica nel Fredrikstad, con cui debuttò nel 1993 (appena diciassettenne). Fu acquistato dall'Ajax l'anno successivo, ma non collezionò nessuna presenza nell'Eredivisie. Tornò così al Fredrikstad nel 1995 e vi restò fino al 1997, quando fu acquistato dal Moss.
Debuttò nell'Eliteserien il 13 aprile 1998, giocando da titolare nella sfida contro il Brann, conclusasi con una vittoria della sua squadra per uno a zero. Restò al club fino al termine del campionato 2002, poiché un grave infortunio non gli permise un completo recupero e lo costrinse al ritiro, diventando così un insegnante.
Nel 2005, però, tornò a giocare per il Fredrikstad: il 18 aprile fu titolare contro il Viking, nella vittoria della sua squadra per due a uno. È legato al club fino alla fine del 2011. Il 5 novembre 2013 annunciò il ritiro dall'attività agonistica.
Il 14 agosto 2014 ritornò sui suoi passi e tornò a giocare a calcio nelle file del Kråkerøy.

### Nazionale
Ramberg collezionò ventidue presenze nelle nazionali giovanili norvegesi. Con la Norvegia under 18 esordì il 10 aprile 1995, nel successo per due a zero sugli Stati Uniti under 18. Con la Norvegia under 21 debuttò, seppur in una gara non ufficiale, contro la nazionale maggiore dell'Oman, vinta per tre a zero dagli scandinavi.

## Palmarès

### Giocatore

#### Club

##### Competizioni nazionali
- Coppa di Norvegia: 1

Fredrikstad: 2006